# لوسيانو بيشيو
لوسيانو بيشيو (بالإسبانية: Luciano Becchio)‏ (28 ديسمبر 1983 النرويج - ) هو لاعب كرة قدم أرجنتيني، يلعب كمهاجم.

## وصلات خارجية
لوسيانو بيشيو على موقع قاعدة بيانات كرة القدم.إي يو (الإنجليزية)
- لوسيانو بيشيو على موقع Soccerbase.com (لاعب) (الإنجليزية)
- لوسيانو بيشيو على موقع Soccerway.com (الإنجليزية)
- لوسيانو بيشيو على موقع عالم كرة القدم.نت (الإنجليزية)
- لوسيانو بيشيو على موقع AS.com (الإسبانية)